# Cucujiformia
De Cucujiformia zijn een infraorde van kevers uit de onderorde Polyphaga. De meeste plantenetende kevers vallen onder deze categorie.

## Superfamilies en families
De infraorde is als volgt onderverdeeld:
- Superfamilie Lymexyloidea Fleming, 1821
  - Familie Lymexylidae Fleming, 1821
- Superfamilie Cleroidea Latreille, 1802
  - Familie Phloiophilidae Kiesenwetter, 1863
  - Familie Trogossitidae Latreille, 1802 (Schorsknaagkevers)
  - Familie Chaetosomatidae Crowson, 1952
  - Familie Metaxinidae Kolibáč, 2004
  - Familie Thanerocleridae Chapin, 1924
  - Familie Cleridae Latreille, 1802 (Mierkevers)
  - Familie Acanthocnemidae Crowson, 1964
  - Familie Phycosecidae Crowson, 1952
  - Familie Prionoceridae Lacordaire, 1857
  - Familie Mauroniscidae Majer, 1995
  - Familie Melyridae Leach, 1815
- Superfamilie Cucujoidea Latreille, 1802
  - Familie Parandrexidae Kirejtshuk, 1994  †
  - Familie Sinisilvanidae Hong, 2002  †
  - Familie Boganiidae Sen Gupta & Crowson, 1966
  - Familie Byturidae Gistel, 1848 (Frambozenkevers)
  - Familie Helotidae Chapuis, 1876
  - Familie Protocucujidae Crowson, 1954
  - Familie Sphindidae Jacquelin du Val, 1860 (Slijmzwamkevers)
  - Familie Biphyllidae LeConte, 1861 (Houtskoolzwamkevers)
  - Familie Erotylidae Latreille, 1802 (Prachtzwamkevers)
  - Familie Monotomidae Laporte, 1840 (Kerkhofkevers)
  - Familie Hobartiidae Sen Gupta & Crowson, 1966
  - Familie Cryptophagidae Kirby, 1826 (Harige schimmelkevers)
  - Familie Agapythidae Sen Gupta & Crowson, 1969
  - Familie Priasilphidae Crowson, 1973
  - Familie Phloeostichidae Reitter, 1911
  - Familie Silvanidae Kirby, 1837 (Spitshalskevers)
  - Familie Cucujidae Latreille, 1802 (Platte schorskevers)
  - Familie Myraboliidae Lawrence & Britton, 1991
  - Familie Cavognathidae Sen Gupta & Crowson, 1966
  - Familie Lamingtoniidae Sen Gupta & Crowson, 1969
  - Familie Passandridae Blanchard, 1845
  - Familie Phalacridae Leach, 1815 (Glanzende bloemkeverss)
  - Familie Propalticidae Crowson, 1952
  - Familie Laemophloeidae Ganglbauer, 1899 (Dwergschorskevers)
  - Familie Tasmosalpingidae Lawrence & Britton, 1991
  - Familie Cyclaxyridae Gimmel, Leschen & Ślipiński, 2009
  - Familie Kateretidae Kirby, 1837 (Bastaardglanskevers)
  - Familie Nitidulidae Latreille, 1802 (Glanskevers)
  - Familie Smicripidae Horn, 1880
  - Familie Bothrideridae Erichson, 1845 (Knotshoutkevers)
  - Familie Cerylonidae Billberg, 1820 (Dwerghoutkevers)
  - Familie Alexiidae Imhoff, 1856
  - Familie Discolomatidae Horn, 1878
  - Familie Endomychidae Leach, 1815
  - Familie Coccinellidae Latreille, 1807 (Lieveheersbeestjes)
  - Familie Corylophidae LeConte, 1852 (Molmkogeltjes)
  - Familie Akalyptoischiidae Lord, Hartley, Lawrence, McHugh & Miller, 2010
  - Familie Latridiidae Erichson, 1842 (Schimmelkevers)
- Superfamilie Tenebrionoidea Latreille, 1802
  - Familie Mycetophagidae Leach, 1815
  - Familie Archeocrypticidae Kaszab, 1964
  - Familie Pterogeniidae Crowson, 1953
  - Familie Ciidae Leach, 1819 (Houtzwamkevers)
  - Familie Tetratomidae Billberg, 1820 (Winterkevers)
  - Familie Melandryidae Leach, 1815 (Zwamspartelkeverss)
  - Familie Mordellidae Latreille, 1802 (Spartelkevers)
  - Familie Ripiphoridae Gemminger, 1870 (1855) (Waaierkevers)
  - Familie Zopheridae Solier, 1834 (Somberkevers)
  - Familie Ulodidae Pascoe, 1869
  - Familie Promecheilidae Lacordaire, 1859
  - Familie Chalcodryidae Watt, 1974
  - Familie Trachelostenidae Lacordaire, 1859
  - Familie Tenebrionidae Latreille, 1802 (Zwartlijven)
  - Familie Prostomidae Thomson, 1859
  - Familie Synchroidae Lacordaire, 1859
  - Familie Stenotrachelidae Thomson, 1859
  - Familie Oedemeridae Latreille, 1810 (Schijnboktorren)
  - Familie Meloidae Gyllenhaal, 1810
  - Familie Mycteridae Oken, 1843
  - Familie Boridae Thomson, 1859
  - Familie Trictenotomidae Blanchard, 1845
  - Familie Pythidae Solier, 1834 (Blauwe schorskevers)
  - Familie Pyrochroidae Latreille, 1806 (Vuurkevers)
  - Familie Salpingidae Leach, 1815 (Platsnuitschorskevers)
  - Familie Anthicidae Latreille, 1819 (Snoerhalskevers)
  - Familie Aderidae Csiki, 1909 (Schijnsnoerhalskevers)
  - Familie Scraptiidae Gistel, 1848 (Bloemspartelkevers)
- Superfamilie Chrysomeloidea Latreille, 1802
  - Familie Oxypeltidae Lacordaire, 1868
  - Familie Vesperidae Mulsant, 1839
  - Familie Disteniidae Thomson, 1861
  - Familie Cerambycidae Latreille, 1802 (Boktorren)
  - Familie Megalopodidae Latreille, 1802 (Halstandhaantjes)
  - Familie Orsodacnidae Thomson, 1859 (Schijnhaantjes)
  - Familie Chrysomelidae Latreille, 1802 (Bladkevers)
- Superfamilie Curculionoidea Latreille, 1802 (Snuitkevers)
  - Familie Nemonychidae Bedel, 1882 (Bastaardsnuitkevers)
  - Familie Anthribidae Billberg, 1820 (Boksnuitkevers)
  - Familie Ulyanidae Zherikhin, 1993  †
  - Familie Belidae Schönherr, 1826
  - Familie Caridae Thompson, 1992
  - Familie Attelabidae Billberg, 1820 (Bladrolkevers)
  - Familie Brentidae Billberg, 1820
  - Familie Dryophthoridae Schönherr, 1825
  - Familie Brachyceridae Billberg, 1820
  - Familie Curculionidae Latreille, 1802 (Snuitkevers)